# Формула-1 — Гран-прі Іспанії 2008

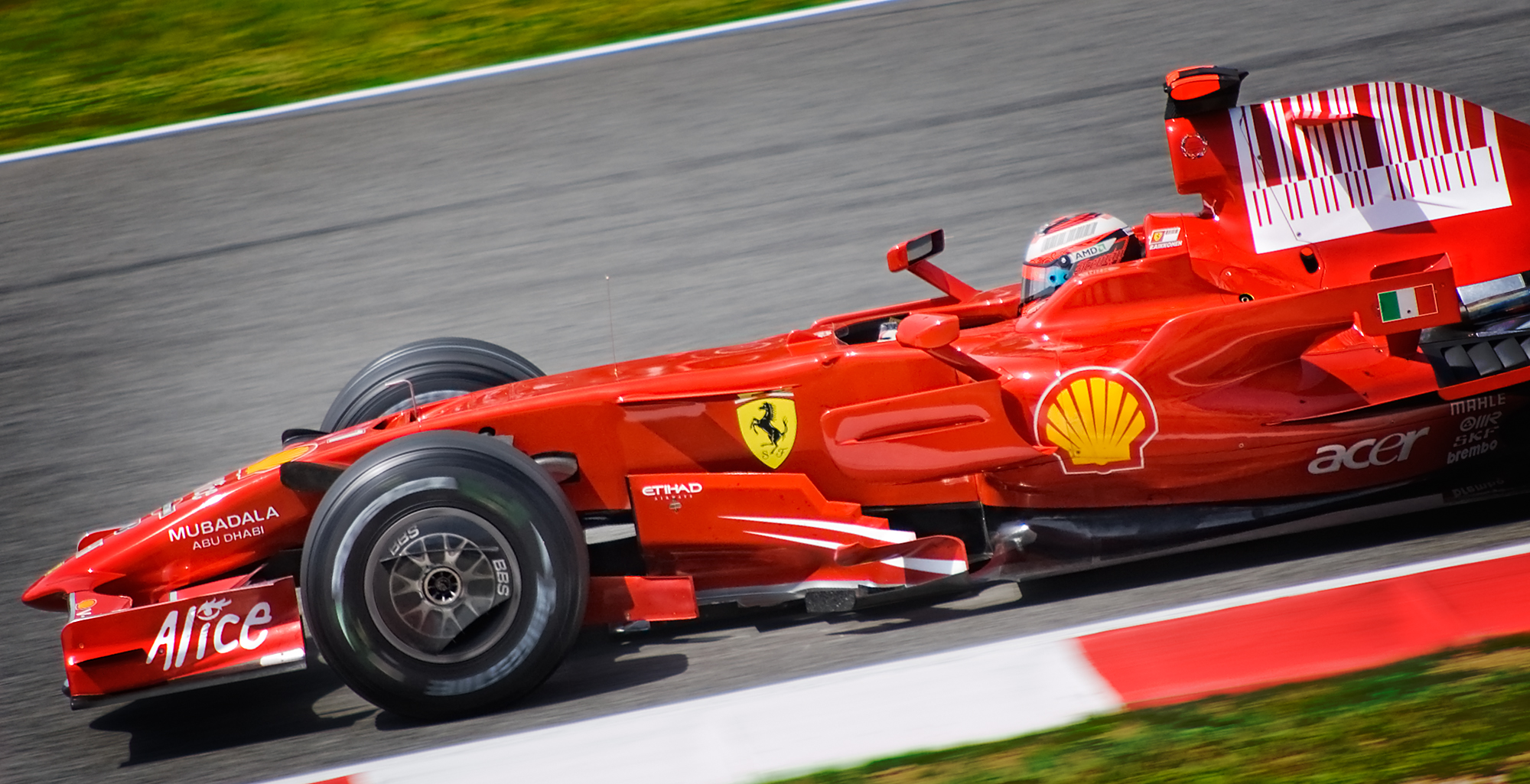
Переможець Гран-прі Іспанії 2008, Кімі Ряйкконен.

Гран-прі Іспанії 2008 року — четвертий етап чемпіонату світу з автоперегонів у класі Формула-1, відбувся з 25 по 27 квітня 2008 року на трасі Каталунья в Монтмело, неподалік від Барселони (Іспанія). Перемогу на цих перегонах святкував торішній чемпіон фін Кімі Ряйкконен з команди «Феррарі». Кімі повністю домінував протягом вікенду і став володарем хет-трику: виграв перегони, здобув поул-позишн та виграв спір серед пілотів за найшвидше коло. Ця перемога стала другою для Ряйкконена у цьому сезоні і дозволила закріпити лідерство у чемпіонаті: відстань до найближчого переслідувача, британця Льюїса Хемілтона, що приїхав третім, збільшилася до 9 очок. Друге місце на подіумі посів бразилець Феліпе Масса, що дозволило команді «Феррарі» здобути дубль і захопити лідерство у Кубку конструкторів.

## Класифікація

### Кваліфікація
|    | Пілот               | Команда            | 1 частина | 2 частина | 3 частина |
| -- | ------------------- | ------------------ | --------- | --------- | --------- |
| 1  | Кімі Ряйкконен      | Феррарі            | 1:20.701  | 1:20.784  | 1:21.813  |
| 2  | Фернандо Алонсо     | Рено               | 1:21.347  | 1:20.804  | 1:21.904  |
| 3  | Феліпе Масса        | Феррарі            | 1:21.528  | 1:20.584  | 1:22.058  |
| 4  | Роберт Кубіца       | Заубер-БМВ         | 1:21.423  | 1:20.597  | 1:22.065  |
| 5  | Льюїс Хемілтон      | Макларен-Мерседес  | 1:21.366  | 1:20.825  | 1:22.096  |
| 6  | Хейкі Ковалайнен    | Макларен-Мерседес  | 1:21.430  | 1:20.817  | 1:22.231  |
| 7  | Марк Веббер         | Ред Булл-Рено      | 1:21.494  | 1:20.984  | 1:22.429  |
| 8  | Ярно Труллі         | Тойота             | 1:21.158  | 1:20.907  | 1:22.529  |
| 9  | Нік Хайдфельд       | Заубер-БМВ         | 1:21.466  | 1:20.815  | 1:22.542  |
| 10 | Нельсон Піке (мол.) | Рено               | 1:21.409  | 1:20.894  | 1:22.699  |
| 11 | Рубенс Барікелло    | Хонда              | 1:21.548  | 1:21.049  |           |
| 12 | Кадзукі Накадзіма   | Вільямс-Тойота     | 1:21.690  | 1:21.117  |           |
| 13 | Дженсон Баттон      | Хонда              | 1:21.757  | 1:21.211  |           |
| 14 | Тімо Глок           | Тойота             | 1:21.427  | 1:21.230  |           |
| 15 | Ніко Росберг        | Вільямс-Тойота     | 1:21.472  | 1:21.349  |           |
| 16 | Себастьєн Бурде     | Торо Россо-Феррарі | 1:21.540  | 1:21.724  |           |
| 17 | Девід Култхард      | Ред Булл-Рено      | 1:21.810  |           |           |
| 18 | Себастьян Феттель   | Торо Россо-Феррарі | 1:22.108  |           |           |
| 19 | Джанкарло Фізікелла | Форс Індія-Феррарі | 1:22.516  |           |           |
| 20 | Адріан Сутіл        | Форс Індія-Феррарі | 1:23.224  |           |           |
| 21 | Ентоні Девідсон     | Супер Агурі-Хонда  | 1:23.318  |           |           |
| 22 | Такума Сато         | Супер Агурі-Хонда  | 1:23.496  |           |           |

### Перегони
|      | Пілот               | Команда            | Кіл | Час               | Старт | Очок |
| ---- | ------------------- | ------------------ | --- | ----------------- | ----- | ---- |
| 1    | Кімі Ряйкконен      | Феррарі            | 66  | 1:38:19.051       | 1     | 10   |
| 2    | Феліпе Масса        | Феррарі            | 66  | +3.2              | 3     | 8    |
| 3    | Льюїс Хемілтон      | Макларен-Мерседес  | 66  | +4.1              | 5     | 6    |
| 4    | Роберт Кубіца       | Заубер-БМВ         | 66  | +5.6              | 4     | 5    |
| 5    | Марк Веббер         | Ред Булл-Рено      | 66  | +35.9             | 7     | 4    |
| 6    | Дженсон Баттон      | Хонда              | 66  | +53.0             | 13    | 3    |
| 7    | Кадзукі Накадзіма   | Вільямс-Тойота     | 66  | +58.2             | 12    | 2    |
| 8    | Ярно Труллі         | Тойота             | 66  | +59.4             | 8     | 1    |
| 9    | Нік Хайдфельд       | Заубер-БМВ         | 66  | +63.0             | 9     |      |
| 10   | Джанкарло Фізікелла | Форс Індія-Феррарі | 65  | +1 коло           | 19    |      |
| 11   | Тімо Глок           | Тойота             | 65  | +1 коло           | 14    |      |
| 12   | Девід Култхард      | Ред Булл-Рено      | 65  | +1 коло           | 17    |      |
| 13   | Такума Сато         | Супер Агурі-Хонда  | 65  | +1 коло           | 22    |      |
| схід | Ніко Росберг        | Вільямс-Тойота     | 41  | двигун            | 15    |      |
| схід | Фернандо Алонсо     | Рено               | 34  | двигун            | 2     |      |
| схід | Рубенс Барікелло    | Хонда              | 34  | аварія            | 11    |      |
| схід | Хейкі Ковалайнен    | Макларен-Мерседес  | 21  | аварія            | 6     |      |
| схід | Ентоні Девідсон     | Супер Агурі-Хонда  | 8   | відмова радіатора | 21    |      |
| схід | Себастьєн Бурде     | Торо Россо-Феррарі | 7   | аварія            | 16    |      |
| схід | Нельсон Піке (мол.) | Рено               | 6   | аварія            | 10    |      |
| схід | Адріан Сутіл        | Форс Індія-Феррарі | 0   | аварія            | 20    |      |
| схід | Себастьян Феттель   | Торо Россо-Феррарі | 0   | аварія            | 18    |      |

Найшвидше коло: Кімі Ряйкконен — 1:21.670.
Кола лідирування: Кімі Ряйкконен — 63 (1-20, 25-66); Нік Хайдфельд — 3 (22-24); Льюїс Хемілтон — 1 (21).